# Барселона (пляжный футбольный клуб)
«Барселона» (исп. Barcelona) — испанский пляжный футбольный клуб из города Барселона. Основанная в 2011 году, команда являлась официальным отделением пляжного футбола ФК «Барселона». В последний раз команда выступала в 2017 году.

## История
Накануне первого розыгрыша Клубного Мундиалито по пляжному футболу 2011 года, который состоялся в Бразилии, руководство футбольного клуба «Барселона» приняло решение создать собственное отделение в пляжном футболе и выступить на турнире. Играющим тренером был назначен Рамиро Амарелле. В состав команды были приглашены звёзды пляжного футбола такие как Нико Альварадо, Хави Торрес, Хуанма, а также российский вратарь Андрей Буклицкий, бразилец Фред и поляк Зиобер. На турнире «Барселона» сумела занять первое место на групповом этапе, но в 1/4 финала уступила португальскому «Спортингу» с разгромным счётом (1:8).

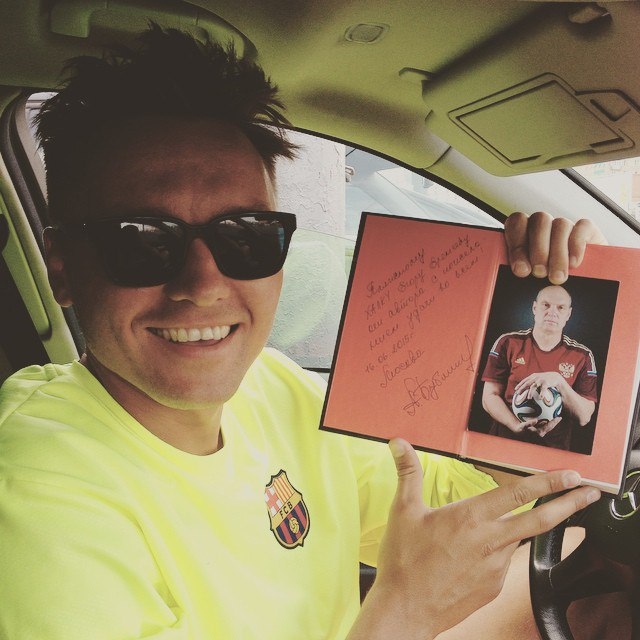
Егор Еремеев в футболке «Барселоны», 2016 год

В следующем году на том же турнире ситуация повторилась: «Барселона» стала первой в группе, но в четвертьфинале вновь проиграла «Спортингу» (2:4). На этом турнире испанскую команду выступали сразу трое игроков сборной России — Андрей Буклицкий, Дмитрий Шишин и Егор Еремеев.
В январе 2013 года «Барселона» во время Кубка Азии провела выставочный матч против «Милана», завершившийся победой испанцев со счётом 6:2. В составе команды вновь сыграли россияне Буклицкий, Шишин и Еремеев, а также украинец Роман Пачев.
На третьем розыгрыше Клубного Мундиалито в ноябре 2013 года «Барселона» не смогла выйти из группы, где уступила «Васко да Гама» и «Аль-Ахли», но добыла единственную победу в матче с «Ботафого».
В декабре 2014 года команда приняла участие трёх выставочных матчах во время проведения Кубка Лагоса в Нигерии против «Академии Пепси» (7:4), «Статионери Сторез» (6:4) и «Эньимбы» (9:2).
В марте 2015 года «Барселона» провела выставочный матч в рамках Кубка Азии против сборной Катара, обыграв хозяев турнира со счётом 11:1. Одним из забитых голов в свой актив записал россиянин Юрий Крашенинников.
На специально организованном Кубке Барселоны в мае 2015 года команда финишировала третьей, обыграв в решающем матче «Спортинг» (6:4). После этого команда отправилась в Северную Америку, где дошла до 1/4 финала Кубка США, уступив команде «Культура» (4:5). На чемпионате Баго Спортс, прошедшем на Тринидаде и Тобаго в ноябре 2015 года, команда вышла в финал, где уступила швейцарскому «Шаржерсу» (0:2).
Успехом для команды завершилась поездка на чемпионат Северной Америки (NASSC), где «Барса» в финале обыграла «Хамптон».

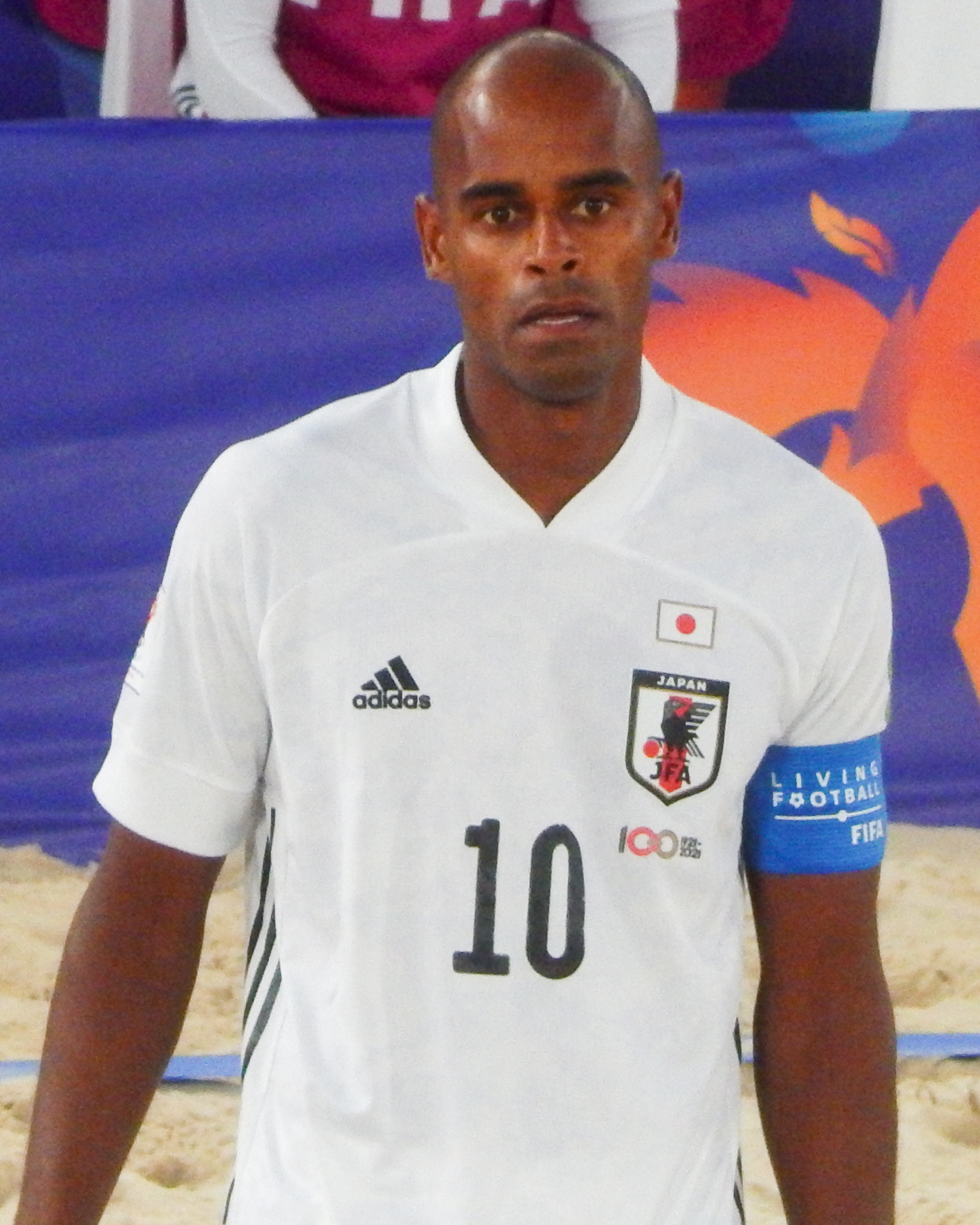
Озу Морейра — лучший игрок Мундиалито 2015 года

В декабре 2015 года «Барселона» прибыла на четвёртый розыгрыш Клубного Мундиалито, где дошла до финала в котором встретилась с «Васко да Гама». Основное время матча завершилось вничью 4:4, а в серии пенальти испанская команда оказалась сильней 3:2 и завоевала свой первый и единственный титул на этом уровне. Футболист сборной Японии Озу Морейра, защищавший цвета «сине-гранатовых», был признан лучшим игроком турнира.
После этого команда вновь отправилась на Кубок Лагоса, где сыграла выставочные матчи с «Кано Пилларс» (8:3) и «Академией Пепси» (9:2).
В 2017 году «Барселона» с таитянцем Хейману Тайаруи в составе одержала свою последнюю победу на Открытом Кубке США.

## Статистика
Клубный Мундиалито по пляжному футболу:
- 2011 — 1/4 финала
- 2012 — 1/4 финала
- 2013 — групповой этап
- 2015 — победитель